# Don Anielak
Donald Robert "Don" Anielak (St. Louis, Misuri; 1 de noviembre de 1930-Sandwich, Illinois; 19 de noviembre de 1995) fue un baloncestista estadounidense que disputó una temporada en la NBA. Con 2,01 metros de estatura, jugaba en la posición de alero.

## Trayectoria deportiva

### Universidad
Tras pasar dos años en el Moberly Junior College, jugó durante dos temporadas con los Bears de la Southwest Missouri State University, en las que promedió 17,4 puntos por partido. Fue pieza clave en la consecución del campeonato de la NAIA en 1953, siendo incluido en el mejor quinteto del torneo. Anotó un total de 888 puntos, lo cual fue récord para un jugador de su universidad con sólo dos años de participación durante 20 años. Mantiene todavía el récord de tiros libres en una temporada, con 155 en 1953.

### Profesional
Fue elegido en la vigésimo sexta posición del Draft de la NBA de 1954 por New York Knicks, con los que únicamente llegó a disputar un partido, en el que logró 3 puntos y 2 rebotes.

## Estadísticas de su carrera en la NBA

### Temporada regular
| Temporada | Edad | Equipo          | Liga | P | TIT | MIN  | TC  | TCA | %TC  | 3P | 3PA | %3P | TL  | TLA | %TL  | R.OF. | R.DEF. | REB | ASIS | ROB | TAP | PER | FP  | PTS |
| 1954-55   | 24   | New York Knicks | NBA  | 1 |     | 10.0 | 0.0 | 4.0 | .000 |    |     |     | 3.0 | 4.0 | .750 |       |        | 2.0 | 0.0  |     |     |     | 0.0 | 3.0 |
| Total     |      |                 | NBA  | 1 |     | 10.0 | 0.0 | 4.0 | .000 |    |     |     | 3.0 | 4.0 | .750 |       |        | 2.0 | 0.0  |     |     |     | 0.0 | 3.0 |